# Brullioles
Brullioles település Franciaországban, Rhône megyében. Lakosainak száma 823 fő (2022. január 1.). Brullioles Montrottier, Saint-Julien-sur-Bibost, Saint-Laurent-de-Chamousset, Bessenay, Brussieu és Longessaigne községekkel határos.

## Népesség
A település népességének változása:
| Lakosok száma | 812  | 821  | 832  | 816  | 813  | 818  | 819  | 826  | 823  |
|               | 2013 | 2015 | 2016 | 2017 | 2018 | 2019 | 2020 | 2021 | 2022 |